# Голядинець Володимир Миколайович
Володимир Миколайович Голядинець ( 18 листопада 1997, Володимир-Волинський — пом. 19 жовтня 2023, Авдіївка) — капітан Збройних сил України, учасник російсько-української війни, що відзначився у ході російського вторгнення в Україну. Герой України (2024, посмертно).

## Життєпис
Народився 1997 м. Володимир Волинської області.
У 2022 році закінчив Національна академія Сухопутних військ. У 2022 році призваний був до 110 окремої механізованої бригади.
Загинув під час виконання службових обов'язків у жовтні 2023 року у Донецькій області.
Похований 25 жовтня 2023 на Федорівському кладовищі.

## Нагороди
- Звання Герой України з удостоєнням ордена «Золота Зірка» (6 травня 2024, посмертно) — за особисту мужність і героїзм, виявлені у захисті державного суверенітету та територіальної цілісності України, самовіддане служіння Українському народові[2]. Медаль "За оборону рідної держави" Медаль "За оборону Авдіївки"   "Знак пошани"  Медаль"За оборону України"